# Satyendra Nath Bose

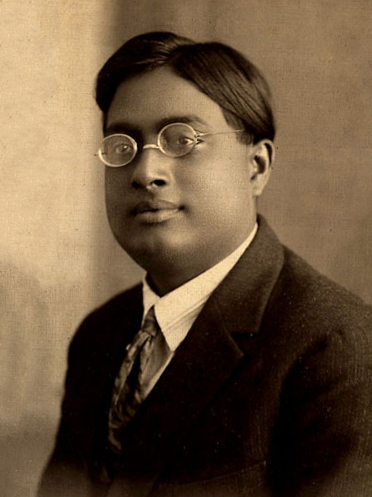
Satyendra Nath Bose (rond 1925)

Satyendra Nath Bose (Bengaals: সত্যেন্দ্রনাথ বসু, Satyendranāth Basu) (Calcutta, 1 januari 1894 – aldaar, 4 februari 1974) was een Indiaas natuurkundige. Hij is bekend van zijn werk op het gebied van de kwantummechanica begin jaren 1920, waarbij hij de basis legde van de Bose-Einsteinstatistiek en de theorie van de bose-einsteincondensaat.

## Biografie
Bose werd geboren in Calcutta als oudste van zeven kinderen. Zijn vader, Surendranath Bose, was bediende in het departement technologie van de East India Railway. Bose deed zijn studies in de Hindu High School en aan het Presidency College waar hij de leerling was van Jagadish Chandra Bose (geen familielid), en opmerkelijke studieresultaten behaalde. In 1915 verkreeg hij een mastergraad in de wiskunde.
Van 1916 tot 1921 was hij hoofdassistent van het departement Natuurkunde van de universiteit van Calcutta. In 1921 kreeg hij dezelfde post aan het nieuwe opgerichte departement Natuurkunde aan de universiteit van Dhaka. Tussen 1924 en 1926 maakt hij een reis naar Europa, en kreeg hij de kans samen te werken met beroemde natuurkundigen als Albert Einstein en Marie Curie. Bij zijn terugkeer in India werd hij professor en directeur van het departement Natuurkunde aan de universiteit van Dhaka, waar hij bleef lesgeven tot 1945. Dan keerde hij weer naar Calcutta om daar nog les te geven tot 1956, waarna hij met pensioen ging en ereprofessor werd.

## Ontdekking van het boson
Tijdens zijn colleges kwantumfysica aan de universiteit van Dhaka stuitte Bose op problemen die samenhingen met het feit dat in de vakliteratuur geen volledig op de kwantumtheorie gebaseerde afleidingen van Plancks stralingswet te vinden waren. Ook Einsteins afleiding uit 1916 voldeed volgens hem niet omdat ze op bepaalde hypothesen over elementaire absorptie- en emissieprocessen steunde. Daarop werkte Bose zelfstandig een afleiding uit die wel volledig op de kwantumtheorie berustte. In 1923 schreef hij hierover een kort artikel Planck's Law and the Hypothesis of Light Quanta, dat hij naar Albert Einstein zond nadat het geweigerd was door het Philosophical Magazine. Einstein was onder de indruk en adviseerde het Duitse tijdschrift Zeitschrift für Physik het artikel van Bose te publiceren. Einstein maakte zelf de Duitse vertaling en voorzag het van commentaar.
Het artikel van Bose gaat over de kwantumstatistiek van fotonen, specifiek de bepaling van de frequentieverdeling van een zwarte straler bij een bepaalde temperatuur geheel volgens de kwantumtheorie – dus zonder gebruik te maken van de wetten van de klassieke elektrodynamica. Einstein nam het idee over, breidde het uit naar atomen en voorspelde een verschijnsel dat later naar beiden het bose-einsteincondensaat zou genoemd worden. Naar Bose is ook het boson-deeltje genoemd; bosonen zijn elementaire deeltjes met een heeltallige spin die de Bose-Einsteinstatistiek gehoorzamen.